# 15378 Artin
15378 Artin (1997 PJ2) là một tiểu hành tinh vành đai chính được phát hiện ngày 7 tháng 8 năm 1997 bởi P. G. Comba ở Prescott.